# Cezary Pawłowski
Cezary Anatol Pawłowski (ur. 1895 w Łomży, zm. 28 grudnia 1981 w Warszawie) – polski fizyk (specjalność – radiologia ogólna i przemysłowa, miernictwo radiologiczne, ochrona radiologiczna), uczeń Marii Skłodowskiej-Curie, współtwórca Centrum Onkologii w Warszawie i animator rozwoju fizyki medycznej w Polsce, związany z Uniwersytetem Warszawskim i Politechniką Warszawską.

## Życiorys

### Okres przed II wojną światową
Urodził się w roku 1895 w Łomży. Po studiach fizycznych w Odessie, na Wydziale Matematyczno-Fizycznym Uniwersytetu Odeskiego, pracował w tej uczelni, jako asystent. Po odzyskaniu suwerenności Polski w roku 1919 rozpoczął pracę w Zakładzie Doświadczalnym Uniwersytetu Warszawskiego, kierowanym przez prof. Stefana Pieńkowskiego. Uzyskał doktorat filozofii w zakresie fizyki w roku 1926. W latach 1926–1927 uczył fizyki w Państwowym Gimnazjum im. Stefana Batorego w Warszawie.
W tych latach działała już w Warszawie Pracownia Radiologiczna, utworzona w roku 1913 przy Towarzystwie Naukowym Warszawskim, której kierownictwo objęła  Maria Skłodowska-Curie (od 1926 była kierownikiem honorowym); w roku 1921 podarowała ona Pracowni 100 mg bromku radu i przekazała 1000 dolarów od polonii amerykańskiej. W tym samym roku utworzono Towarzystwo Instytutu Radowego z Radą Naukową, do której należał Stefan Pieńkowski.
W końcu roku 1923 – z okazji 25-lecia odkrycia radu – rozpoczął działalność Komitet „Daru Narodowego dla Marii Skłodowskiej-Curie”. Tym Darem Polaków miał się stać Instytut Radowy imienia Marii Skłodowskiej-Curie, który – zgodnie z jej wizją (marzeniem) – byłby centralną instytucją państwową doskonalszą od paryskiego Instytutu Radowego, ponieważ nie ograniczałby się do naukowej działalności w dziedzinie fizyki – łączyłby działalność naukową z działalnością leczniczą, we własnym szpitalu. O Instytucie Radowym w Paryżu Maria Skłodowska-Curie mówiła m.in.:

Dalszy rozwój Instytutu jest ściśle związany z koniecznością posiadania własnego szpitala.

lub, oceniając jego organizację:

…nie jest jeszcze dziś wystarczająca, bo przedstawia poważne braki, z których najbardziej odczuć się dają: brak własnego szpitala…

Na czele „Komitetu Daru Narodowego” stanęli: Prezydent Stanisław Wojciechowski i Marszałek Senatu – Wojciech Trąmpczyński.
W czerwcu 1925 roku wmurowano, w obecności Marii Skłodowskiej-Curie i prezydenta Stanisława Wojciechowskiego, akt erekcyjny pod budowę zaprojektowanego z rozmachem gmachu Instytutu Radowego w Warszawie. W tym samym roku Maria Skłodowska-Curie napisała do prof. Stefana Pieńkowskiego:

…stworzymy w lokalach budynku przeznaczonego na pracownie, ośrodek fizyko-chemiczny, czysto naukowy, poświęcony pracom, które będą miały na celu rozwiązanie zagadnień najbardziej interesujących z punktu widzenia biologii (…) Byłyby one w związku z podstawami metrologii, która tak wiele jeszcze pozostawia do życzenia. Spodziewam się, że Szanowny Pan zechce zainteresować się tym projektem, który wydaje mi się w harmonii z zakresem prac, prowadzonych w Jego Instytucie i zechce Pan wziąć udział w jego wykonaniu, tak przez pomoc w uruchomieniu planu prac, jak przez dostarczenie pracowników spomiędzy tych, którzy się przy nim kształcili.

Terapia powinna być w łączności nieustannej z pracą naukowa, bez której, postępów czynić nie może. Przytem poszukiwanie czystej wiedzy jest jedną z istotnych potrzeb ludzkości. Tak więc mam nadzieję, że puszczanie w ruch pracowni naukowych przewidzianych dla Instytutu, nastąpi wkrótce po otwarciu sekcji lekarskiej.

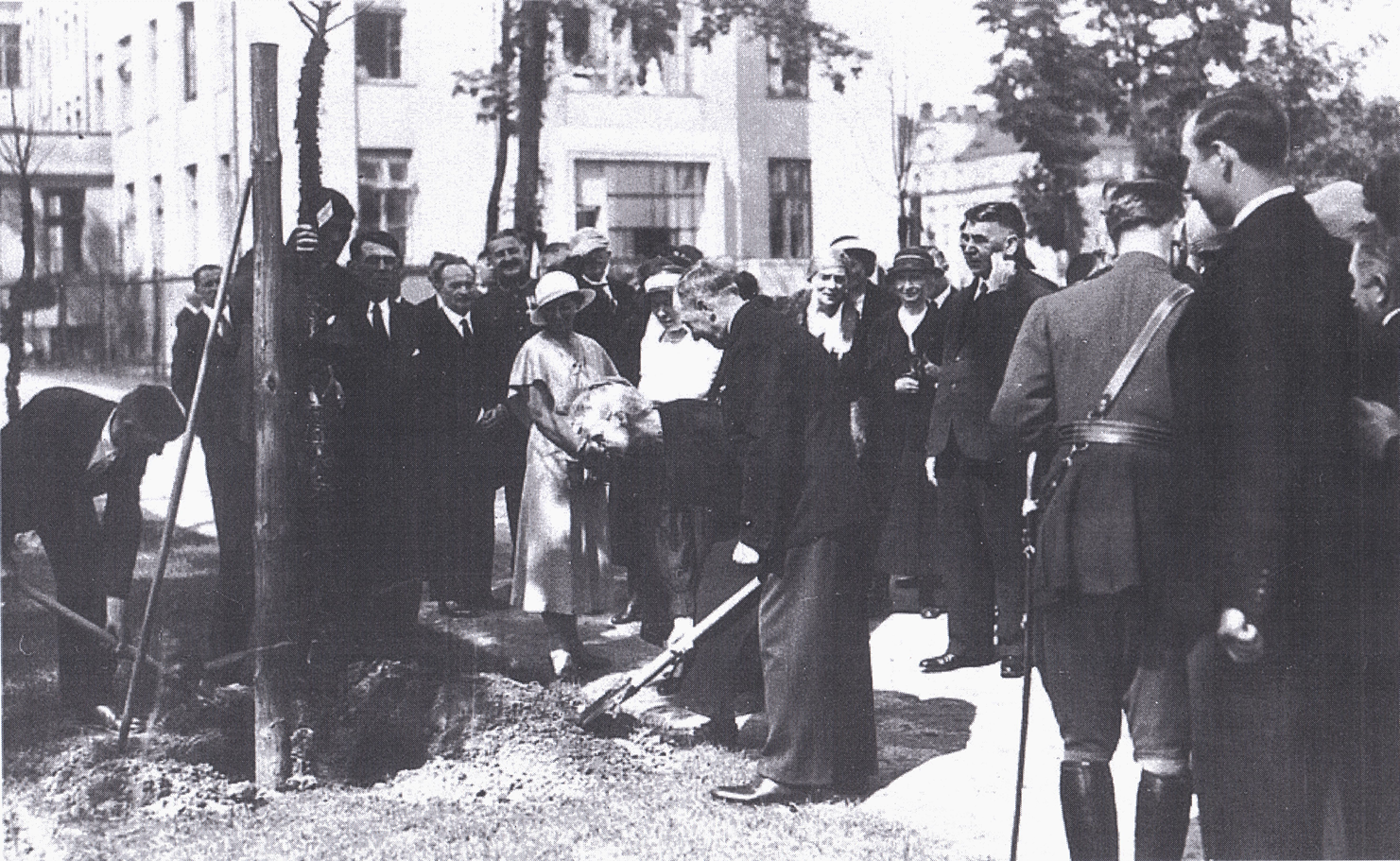
Maria Skłodowska-Curie sadzi drzewo w czasie uroczystości otwarcia klinicznej części Instytutu Radowego (maj 1932); fragment przemówienia:

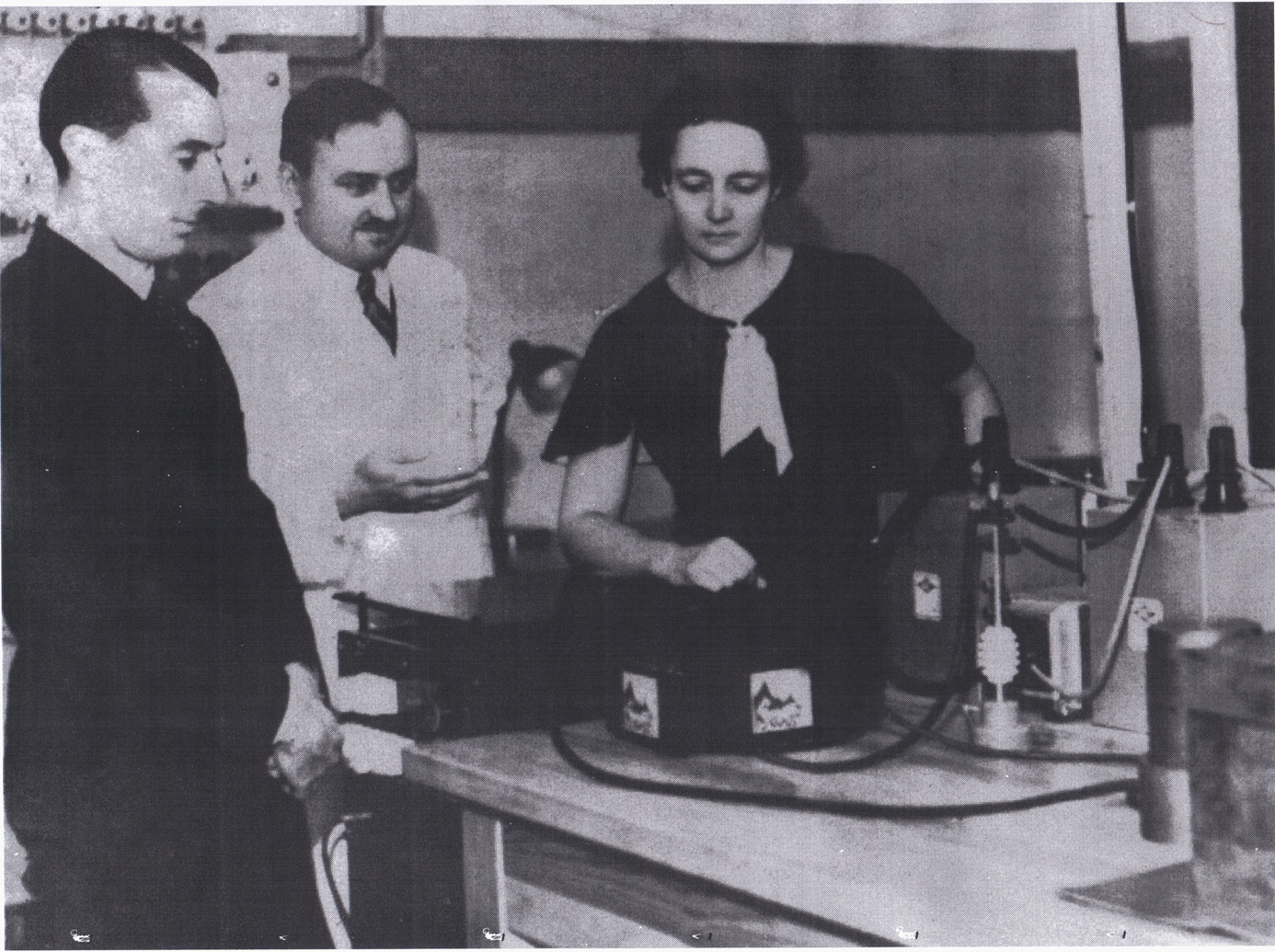
Irena i Frédéric Joliot-Curie w Pracowni Fizycznej Instytutu Radowego w Warszawie w roku 1936 (w środku: prof. Cezary Pawłowski)

Przewidziano, że kierownictwo Działu Fizycznego obejmie dr Cezary Pawłowski, a kierownikiem Działu Klinicznego i Dyrektorem Instytutu będzie dr Franciszek Łukaszczyk. Cezary Pawłowski w roku 1927 otrzymał stypendium rządu francuskiego na wyjazd do paryskiego Instytutu Radowego. Wspominał okres pobytu w Paryżu w słowach:

Jako przyszły kierownik Działu Fizycznego Instytutu Radowego w Warszawie byłem otoczony szczególną opieką naszej wielkiej uczonej, która nigdy nie szczędziła swego cennego czasu na omówienie wyników moich prac badawczych (…) Całość prac posłużyła za podstawę do pracy habilitacyjnej.

Po ok. 4 latach pobytu w Paryżu wrócił do pracy na Uniwersytecie Warszawskim. Otrzymał stanowisko adiunkta w Zakładzie prof. Stefana Pieńkowskiego. Prowadził wykłady z promieniotwórczości; w roku 1933 uzyskał habilitację. Nadzorował też budowę uniwersyteckiego gmachu Wydziału Fizyki przy ul. Hożej 69, za co otrzymał Srebrny Krzyż Zasługi.
W roku 1934 został – z rekomendacji Marii Skłodowskiej-Curie – kierownikiem Pracowni Fizycznej Instytutu Radowego. Pracownia wkrótce zyskała renomę w świecie naukowym. Jej działalność wspierali małżonkowie Frédéric i Irène Joliot-Curie. Po otrzymaniu w roku 1935 Nagrody Nobla zakupili oni dla Instytutu duży elektromagnes, przekazany w dowód uznania i przyjaźni. Pomocy udzielała nieustannie dr Bronisława Dłuska, która m.in. zakupiła 100 mg radu. Codziennymi problemami Pracowni interesowała się też Maria Skłodowska-Curie. Fragment listu, który Cezary Pawłowski napisał do swojej Nauczycielki, ilustruje nie tylko zakres wykonywanych wówczas prac, ale również nieustające zainteresowanie Adresatki rozwojem Pracowni i Instytutu:

Zbliżająca się chwila otwarcia pracowni naukowych w Instytucie Radowym ośmiela mnie do napisania listu, w którym mam na celu podanie w ogólnych zarysach stanu organizacji robót przygotowawczych oraz wskazanie kierunków przyszłych prac. Jednocześnie uprzejmie proszę o poddanie krytyce tego planu. […] Prace w Zakładzie Fizycznym IR będą głównie dotyczyły wpływu promieniowania ciał radioaktywnych na materię. W całokształcie prac są przewidywane trzy kierunki: 1) prace zbliżone do kierunku biologicznego, mające na celu badanie wpływu promieniowania na materię w stanie zbliżonym do tych, jakie znajdują się w organizmie, a w szczególności w stanach koloidalnych, 2) prace o charakterze czysto fizycznym byłyby związane z wymuszonymi przemianami jąder atomów, 3) prace o naturze pomiarowej będą prowadzone w Instytucie na żądanie różnych instytucji państwowych i prywatnych, sprowadzałyby się one do oceny charakteru promieniowań minerałów, wód mineralnych, cechowania preparatów promieniotwórczych itd.

Maria Skłodowska-Curie zmarła w roku nadania tego listu (1934). W następnych latach jej Uczeń wytrwale zabiegał o realizację jej planów. W Pracowni Fizycznej, uruchomionej 30 października 1937 roku, zorganizowano Wzorcownię Rentgenowską i Laboratorium Ciał Promieniotwórczych; prowadzono ekstrakcję radonu, przygotowywano preparaty do leczenia nowotworów metodą radioterapii. Prof. Pawłowski zatrudnił w Pracowni czterech pracowników naukowych (m.in. prawdopodobnie dr. fiz. Jerzego Starkiewicza, również przeszkolonego w paryskim Instytucie Radowym) oraz mechanika i laboranta. Następcy twórców Pracowni (Barbara Gwiazdowska, Wojciech Bulski, Andrzej Pruszyński, Jerzy Tołwiński) obszerne opracowanie „Historia Zakładu Fizyki Instytutu Onkologii w Warszawie w okresie kierownictwa prof. Cezarego Pawłowskiego” rozpoczynają mottem:

Stare laboratoria o długiej tradycji mają zawsze ukryte skarby. Pomysły wcześniej wyrażone przez naszych mistrzów, żywych czy umarłych, wielokrotnie podejmowane, a potem zapominane, świadomie lub nieświadomie przenikają do myśli tych, którzy w tych laboratoriach pracują i od czasu do czasu przynoszą owoce w postaci odkrycia.

### II wojna światowa
Na początku września 1939 roku w Instytucie znajdowało się 1033,21 mg radu RMS (symbol darowizny Marii Skłodowskiej-Curie), 533,00 mg radu MSC (dokupiony w roku 1938) i 320,00 mg radu należącego do Szpitala Miejskiego w Cieszynie (depozyt przekazany w sierpniu 1939 na wypadek wojny). W czasie bombardowań Warszawy pojemniki z radem były zakopane w ogrodzie przyjaciół dyr. Franciszka Łukaszczyka w Józefowie, gdzie dyrektor przeniósł je w plecaku (słabo zabezpieczając osłonami ołowianymi).
Po kapitulacji, w okresie okupacji niemieckiej, Instytut częściowo wznowił działalność jako Szpital Miejski. Dyrektor ukrył rad w kanałach wentylacyjnych, pozostawiając w kasie radowej tylko jego część, wkrótce zarekwirowaną przez gestapo. Udało mu się przekonać Niemców (z wykorzystaniem sfałszowanej dokumentacji), że reszta radu została wywieziona z kraju przez wycofujące się Wojsko Polskie. Szpital Miejski otrzymał zgodę na prowadzenie terapii radem w ograniczonym zakresie. Legalnie stosowano rad kupiony lub wypożyczony od prywatnych właścicieli, a zasoby ukryte pozwalały tajnie rozszerzyć tę działalność. Po kapitulacji powstania warszawskiego rad z tajnych schowków i z kasy radowej prof. Łukaszczyk wyniósł z Instytutu – z pomocą żony (pod pozorem wynoszenia przechowywanych w gabinecie okryć zimowych) – i wywiózł do Poronina. W kasie zostawił falsyfikaty, przygotowane wcześniej w porozumieniu z AK (zostały wkrótce „zarekwirowane” przez Niemców).
Nie jest jasne, czy w tych bardzo ryzykownych działaniach, zmierzających do zabezpieczenia radu RMS i MCS przed rabunkiem lub zniszczeniem, uczestniczyli członkowie zespołu Pracowni Fizycznej. Wiadomo, że doc. Cezaremu Pawłowskiemu udało się zabezpieczyć cenną aparaturę tej Pracowni, w tym aparat rentgenowski do nuklearnej terapii głębokiej – Gaiffe-Gallotet Pillon. Przechowywane w Pracowni w szklanych naczyniach promieniotwórcze roztwory, m.in. dar dr Dłuskiej – roztwór bromku radu (100 mg), doc. Pawłowski odparował, a otrzymane osady rozłożył na platynowych płytkach i zakopał w ogrodzie Instytutu, w zalutowanym blaszanym naczyniu z pieczęcią Pracowni.
W czasie okupacji wykonywał pomiary promieniowania X w placówkach służby zdrowia; uczestniczył też w tajnym nauczaniu młodzieży akademickiej (zob. np. tajne nauczanie na UW).

### Okres powojenny

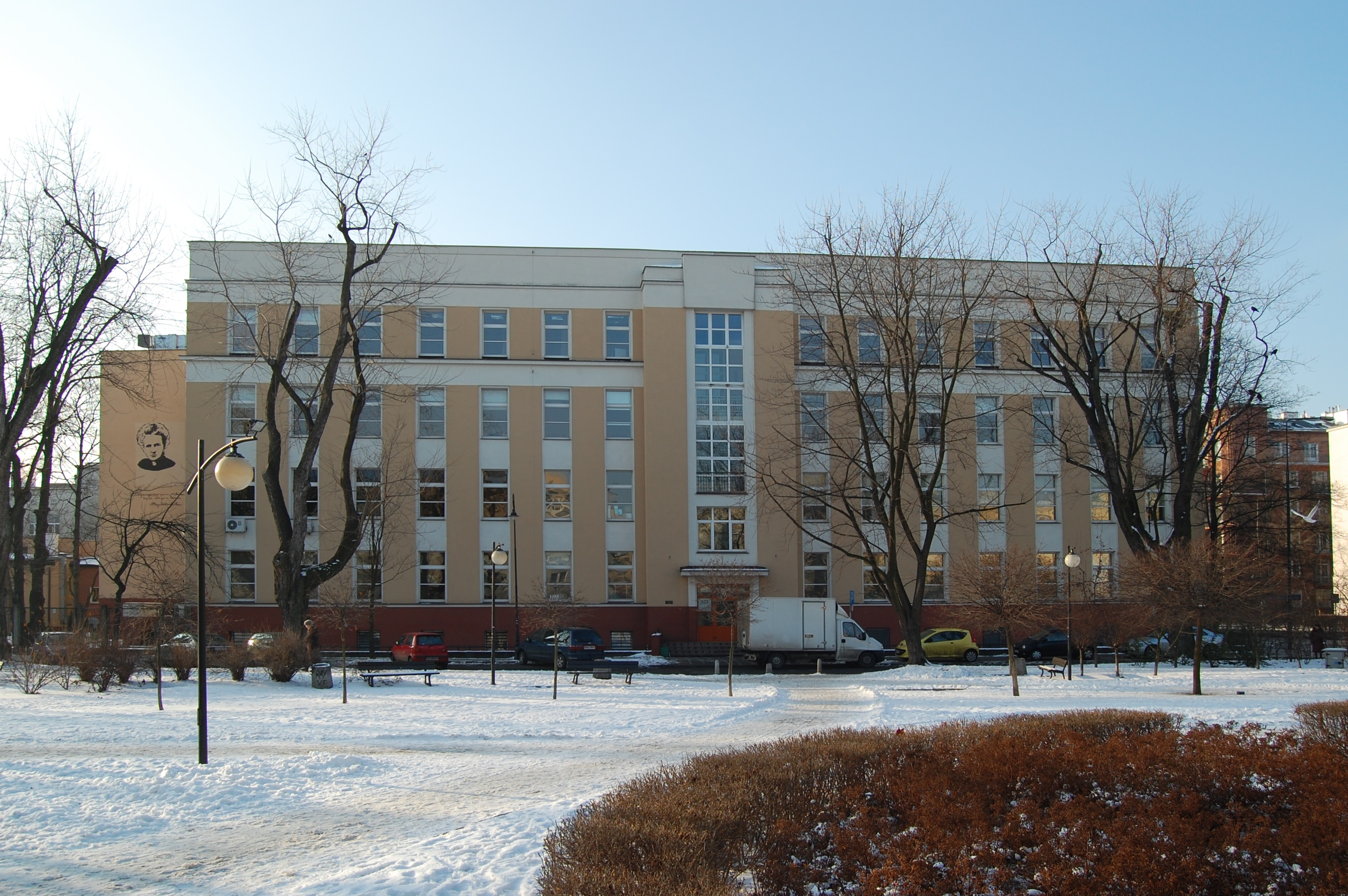
Dawny Instytut Radowy; budynek Centrum Onkologii przy ulicy Wawelskiej

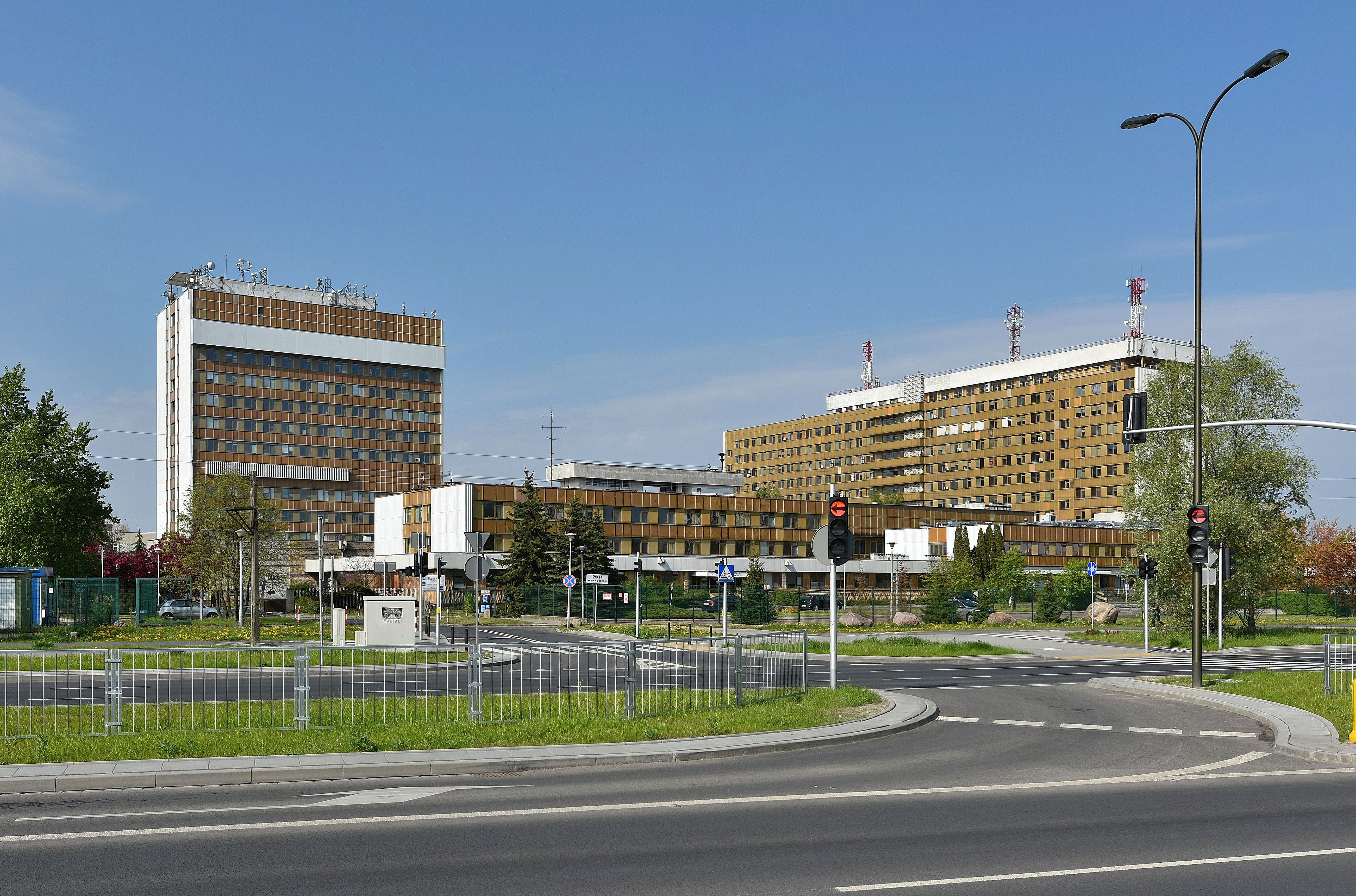
Centrum Onkologii – Instytut im. Marii Skłodowskiej-Curie w Warszawie – współcześnie

W roku 1945 Cezary Pawłowski był zatrudniony w Uniwersytecie Poznańskim, a w roku następnym został mianowany profesorem i otrzymał stanowisko na Wydziale Elektrycznym Politechniki Warszawskiej.
Zaangażował się w tworzenie – wraz z Juliuszem Kellerem i Stanisławem Nowosielskim – Sekcji Elektrotechniki Medycznej – jednostki kształcącej studentów uczelni technicznej w zakresie technik stosowanych w medycynie, jednej z pierwszych jednostek o takim profilu w skali świata. Dla studiujących ten kierunek prowadził wykłady z: „Radiologii ogólnej”, „Radiologii przemysłowej”, „Miernictwa radiologicznego”, „Miernictwa ciał promieniotwórczych” i „Ochrony radiologicznej”. Absolwenci tzw. „Elektromedycyny” i dyplomanci byli kierowani na zagraniczne praktyki. W kolejnych latach Sekcję przeniesiono na Wydział Łączności, na którym prof. Pawłowski kierował Katedrą Radiologii; był również dziekanem tego wydziału.
Do grupy pierwszych absolwentów „Elektromedycyny” należał Antoni Wasilewski (1920–2004) – jeden z ocalonych jeńców Katynia, pierwszy współpracownik Cezarego Pawłowskiego w powojennym Zakładzie Fizyki Centrum Onkologii (przedwojennej Pracowni Fizycznej Instytutu Radowego). W roku 1948, jako student IV roku (dyplomant), otrzymał od prof. Pawłowskiego propozycję włączenia się do przygotowań budynku przy ul. Wawelskiej 15  – wypalonego i zrujnowanego po upadku powstania warszawskiego – do ponownego uruchomienia działalności badawczej (w odbudowanym głównym gmachu Instytutu działał już wówczas szpital onkologiczny).
Prace przygotowawcze były niezmiernie trudne, przede wszystkim ze względu na skażenie radiologiczne wnętrza budynku i brak sprzętu, który jest stosowany współcześnie w czasie dekontaminacji. Najbardziej skażone było „emanatorium” – pomieszczenie, w którym poprzednio znajdowała się m.in. zniszczona szklana aparatura do ekstrakcji radonu i inne potłuczone naczynia, zanieczyszczone promieniotwórczymi izotopami. Ściany emanatorium fluoryzowały w ciemności, czego przyczyną było prawdopodobnie świecenie napromieniowanych związków cynku, zawartych w białej farbie olejnej. Zapewnienie minimum bezpieczeństwa – sobie i robotnikom budowlanym – wymagało od prowadzącego prace nie tylko wiedzy (nabytej w czasie studiów i praktyki w szwedzkiej wytwórni aparatów rentgenowskich i elektromedycznych), lecz również wielkiej pomysłowości. Antoni Wasilewski zastosował filmy rentgenowskie, których zaczernienie pozwalało orientacyjnie określać dawki promieniowania (po przeskalowaniu promieniowaniem gamma radu). Miejsca, z których należało skuć tynk, lokalizował z użyciem kawałków fluoryzującego ekranu rentgenowskiego.
W roku 1949 prof. Pawłowski zaczął angażować nowych pracowników; oficjalnie został mianowany na kierownika Zakładu Fizyki w roku 1951. Członkami zespołu Zakładu byli, poza pracownikami, liczni studenci „Elektromedycyny” wykonujący dyplomowe prace inżynierskie, magisterskie lub odbywający praktyki, wśród nich – przyszli profesorowie fizyki medycznej. Troszcząc się o utrzymanie więzi Zakładu z Katedrą Radiologii PW prof. Pawłowski organizował cotygodniowe wspólne seminaria pracowników i dyplomantów. Dbał również o zachowanie pamięci o Marii Skłodowskiej-Curie, dla której odczuwał podziw graniczący z czcią.
Pod kierownictwem Cezarego Pawłowskiego w Zakładzie uruchomiono m.in. dwie kabiny i sterownie terapeutycznych aparatów rentgenowskich, laboratorium chemiczne, ciemnię fotograficzną, pracownię szklarską, pracownię elektroniczną, warsztat mechaniczny wyposażony w precyzyjne obrabiarki (tokarki, frezarkę, wiertarki). Fachowy i entuzjastyczny zespół nowych pracowników Zakładu budował prototypy urządzeń pomiarowych i wytwarzał aparaty, których wówczas nie można było kupić w kraju ani sprowadzić z zagranicy.
Poza pracami projektowo-konstrukcyjnymi wykonywano liczne prace o charakterze pomiarowym, na rzecz Instytutu i różnych placówek terenowych. W porozumieniu z Ministerstwem Zdrowia i Opieki Społecznej prof. Pawłowski zorganizował m.in. Centralną Pracownię Pomiarów Radiologicznych (CPPR), której zadania przejęło w roku 1957 Centralne Laboratorium Ochrony Radiologicznej (CLOR). Na jego czele stanął Jerzy Peńsko, jeden z absolwentów „Elektromedycyny” i członków zespołu Zakładu Fizyki.
Cezary Pawłowski odszedł z Zakładu Fizyki w roku 1956. Podjął tę decyzję negatywnie oceniając możliwości równoprawnej interdyscyplinarnej współpracy naukowej (między lekarzami i fizykami). Sytuację komentował już w roku 1953. W liście do dyrekcji Instytutu Onkologii napisał wówczas m.in.:

Po dokładnym zapoznaniu się z oświadczeniem dyr. Łukaszczyka, odczytanym na posiedzeniu Kolegium w dn. 06.11.53, przyszedłem do wniosku, iż jako fizyk, a tym bardziej jako uczeń M. Skłodowskiej-Curie, nie mogę w żadnym razie przyczynić się do zamierzonej przez Dyrekcję likwidacji Pracowni Fizycznej w tej formie, w jakiej była ona pomyślana przez naszą Wielką Uczoną…

Wydaje mi się dziwnym, że w przeciągu dwóch lat Pracownicy Działu Fizycznego nie byli zaproszeni ani na jedno z posiedzeń naukowych Działu Medycznego. Widocznie, w rozumieniu Działu Medycznego, cała działalność naukowa Pracowni Fizycznej powinna być nastawiona na prace usługowe. Z tym stanowiskiem pogodzić się nie mogę w obawie odpowiedzialności w przyszłości za utrzymanie wiedzy fizycznej na niskim poziomie…

W Politechnice Warszawskiej Cezary Pawłowski pracował do przejścia na emeryturę (1965). Zmarł w Warszawie 28 grudnia 1981 roku.

## Badania naukowe
W okresie poprzedzającym wyjazd do Paryża Cezary Pawłowski badał promieniowanie beta izotopów promieniotwórczych powstających w jądrowych reakcjach z neutronami oraz jonizację kolumnową wywołaną przez naładowane cząstki ciężkie. W czasie czterech lat pobytu w paryskim Instytucie Radowym zajmował się m.in.:
- zjawiskami obserwowanymi  w cienkich warstwach poddawanych działaniu promieniowania alfa,
- badaniami protonów emitowanych ze związków wodoru naświetlanych promieniowaniem alfa,
- badaniami reakcji jądrowych zachodzących w lekkich pierwiastkach pod wpływem promieniowania alfa polonu.

Niektóre z tych prac otrzymały wyróżnienia Conceil de L’Université de Sorbonne.
Po II wojnie światowej – wraz ze swoimi uczniami i współpracownikami z Zakładu Fizyki – opracował technologię produkcji liczników Geigera-Müllera, wprowadził filmy rentgenowskie jako test do ochrony radiologicznej, wyznaczył równoważnik pochłaniania promieniowania rentgenowskiego barytu, zbudował pierwszą w Polsce „bombę radową” (aparat do telecurieterapii). Prowadził też fantomowe badania rozkładów dawek przy wielopolowym napromieniowaniu.

## Polskie Towarzystwo Fizyki Medycznej
Pierwsi absolwenci Sekcji Elektrotechniki Medycznej, utworzonej przez Cezarego Pawłowskiego,  Juliusza Kellera i Stanisława Nowosielskiego na Wydziale Elektrycznym PW, często bezskutecznie poszukiwali możliwości współpracy z przedstawicielami świata polskiej medycyny (wielu z nich zatrudniono w Instytucie Fizyki Jądrowej, utworzonym w roku 1955). W następnych latach stosunek do fizyki medycznej stopniowo się zmieniał, głównie dzięki aktywności założycieli i członków Polskiego Towarzystwa Fizyki Medycznej. Zostało założone w roku 1965 z udziałem uczniów i byłych współpracowników prof. Cezarego Pawłowskiego. Towarzystwo nazwano jego imieniem.

## Publikacje i archiwalna korespondencja
Wybór według opracowania „Historia Zakładu Fizyki Instytutu Onkologii w Warszawie w okresie kierownictwa prof. Cezarego Pawłowskiego”:
- Pawłowski C., Maria Skłodowska-Curie (7.11.1867-4.7.1934). Postępy Fizyki 1967; 18(4): 337-362
- Pawłowski C., List do Marii Skłodowskiej-Curie z dnia 9.02.34. W: Korespondencja polska Marii Skłodowskiej-Curie.1881-1934. Red. Kabzińska K, Malewicz MH, Piskurewicz J, Różewicz J. Instytut Historii Nauki PAN, Polskie Towarzystwo Chemiczne, Warszawa, 1994  (w tej pracy również: Skłodowska-Curie M., List do prof. Stefana Pieńkowskiego z dnia 7.10.1936).
- Pawłowski C., Zdobycze naukowe Marii Skłodowskiej-Curie i nadane przez nią kierunki prac badawczych w Paryskim Instytucie Radowym.  W: Wkład Marii Skłodowskiej-Curie do nauki. Red. Hurwic J., Państwowe Wydawnictwa Naukowe, Warszawa 1954; 105-186
- Pawłowski, C., Ekwiwalentometr – przyrząd do wyznaczania równoważników pochłaniania promieniowania X. Zeszyty Naukowe Politechniki Warszawskiej 1955;7: 3-19
- Pawłowski C., Krajowy baryt (ciężki szpat) w zastosowaniu do rentgenowskich urządzeń ochronnych. Zeszyty Naukowe Politechniki Warszawskiej 1955; 6: 97-140
- Pawłowski C., Przepisy o środkach ochronnych zabezpieczających lekarzy, pracowników pomocniczych i chorych w czasie stosowania promieni X do celów rozpoznawczych i leczniczych oraz warunki pracy lekarzy i personelu pomocniczego w zakładach rentgenologicznych. Lekarski Instytut Naukowo Wydawniczy, Warszawa 1947

- Pawłowski C., List do dyrektora Instytutu Onkologii – F. Łukaszczyka jako odpowiedź na oświadczenie Dyrektora na Kolegium Instytutu w dniu 6.11.1953. Materiały archiwalne Zakładu Fizyki Medycznej Centrum Onkologii w Warszawie.
- Pawłowski C., Listy: do dyrektora Instytutu Onkologii – F. Łukaszczyka z dn.7.2.1953.; do dyrektora Instytutu Onkologii – W. Jasińskíego z dn.19.l1.1962. Materiały archiwalne Zakładu Fizyki Medycznej Centrum Onkologii w Warszawie.